# Језеро Ирука
Језеро Ирука (јап. 入鹿池) је вештачко језеро у Јапану у префектури Аичи у близини археолошког парка Меиџи Мура у граду Инујама.
То је друго највеће вештачко језеро у Јапану.
Брана која држи воду језера је 1868. године пропала после јаке кише. У насталој поплави, 941 људи је изгубило живот.

## Галерија
- Поглед на језеро Ирука са планине Овари-Хаку
- Поглед на језеро Ирука са планине Овари-Фуџи